# Ockelbo BBK
Ockelbo BBK, bildad 1969 av bland andra Zoltan Horvath, är en basketklubb i Ockelbo i Sverige. Ockelbo BBK:s hemmaplan heter Bionärhallen, tidigare Kuxahallen. Publikrekordet i Kuxahallen är på 840 åskådare. Kuxahallen är känd för sitt hemmastöd av publiken, då arenan är relativt liten men få klubbar har sådant stort publikstöd, de flesta matcherna är slutsålda.
Säsongen 1984–1985 tog herrarna klivet upp till dåvarande elitserie, det blev dock bara en säsong.
Damlaget spelade i Elitserien åren 1995–1999.
Herrlaget gick 2003 upp i Svenska basketligan. 
20 februari 2004 är ett historiskt datum då Ockelbo Basket spelade mot Sallén i dåvarande Gavlerinken i Gävle som är Brynäs IF hemmaplan inför storpublik, 7282 åskådare såg matchen.
2006 blev de ekonomiska problemen akuta och den 13 februari 2007 lämnades en konkursansökan in vid Gävle tingsrätt. Herrlaget spelade dock klart sina återstående matcher i serien.
På grund av konkursen flyttades herrlaget ner till att spela i Division 2 säsongen 2007/2008. Damlaget kom säsongen 2006/2007 på andra plats i Division 2, men flyttades på grund av konkursen inte upp till Division 1 säsongen 2007/2008.
Säsongen 2011/2012 spelade nybildade Gävle/Ockelbo BBK herrar seniorer i div 2. Samarbetet varade i två år. 
I Ockelbo Basket har många egna förmågor fostrats och i andra klubbar blivit framgångsrika, bl.a. blivit Svenska mästare. Mikael Olsson och Ulf Törnström blev Svenska mästare i klubblaget Solna medan Mattias Blom, Niklas Blom och Per Lundström blev det i klubblaget M7. I Svenska Basketlandslaget har Mattias Blom, Niklas Blom och Ulf Törnström spelat och i pojklandslaget spelade i början av 1970-talet Hans Stockselius, Leif Wiklöf och Per Ulf Carlsson.
2015 var föreningen en ren ungdomsförening utan seniorlag. Föreningen hade ca 200 aktiva ungdomar som spelade. Pojkar födda -99 var ett av landets 4 bästa lag i sin åldersgrupp och har även landslagsaktuella spelare i laget i form av Edvin Stark och Max Sundberg.
25 mars 2020 beslutades det att Ockelbo Basket flyttades upp till Superettan. Från att föreningen inte hade någon seniorverksamhet 2018 tog sig klubben på två år upp till näst högsta serien i Sverige.

## Truppen 2021/2022
Spelare
| Nr | Namn             | Position | Längd | Vikt | Född | Moderklubb          |
| -- | ---------------- | -------- | ----- | ---- | ---- | ------------------- |
|    | Edvin Stark      |          | 185   | 80   | 1999 | Ockelbo BBK         |
|    | Edvin Jonsson    |          | 190   | 83   | 1996 | Ockelbo BBK         |
|    | Max Sundberg     |          | 195   |      | 1999 | Ockelbo BBK         |
|    | Pontus Oksman    |          | 185   | 78   | 1992 | Eskilstuna Basket   |
|    | Filip Unger      |          | 185   |      | 1996 | BK Fajt             |
|    | Erik Persson     |          | 190   |      | 2000 | Helsingborg BBK     |
|    | Becaye N´Diaye   |          | 183   | 73   | 2001 | Ockelbo BBK         |
|    | Alexander Olsson |          | 193   |      | 1998 | Ockelbo BBK         |
|    | Chris Singhateh  |          | 195   | 93   | 1990 | Rapatac BBK         |
|    | Lucas Lindh      |          | 201   | 113  | 1998 | Norrköping Dolphins |
|    | Elias Åberg      |          | 193   |      | 2002 | Ockelbo BBK         |
|    | Hampus Ramstedt  |          | 202   | 96   | 1999 | Södertälje BBK      |
|    | Max Lundström    |          | 202   | 93   | 1999 | KFUM Borås Basket   |